# Little Buddha
Pour plus de détails, voir Fiche technique et Distribution.
Ne doit pas être confondu avec Golden Child : L'Enfant sacré du Tibet.
Little Buddha (italien : Piccolo Buddha) est un film italo-britannique de Bernardo Bertolucci sur le bouddhisme, sorti en 1993.

## Synopsis
Jesse Conrad, neuf ans, vit à Seattle avec un père ingénieur, Dean, et une mère enseignante, Lisa. Un jour, ils reçoivent la visite surprise d'une délégation de moines bouddhistes venue du royaume himalayen du Bhoutan sous la conduite du lama Norbu et de son adjoint Champa. Les moines sont persuadés que Jesse pourrait être la réincarnation d'un de leurs plus éminents chefs spirituels. Ils lui offrent alors un livre narrant la vie de Siddhartha et attendent sa visite dans l'Himalaya.

## Fiche technique
- Titre anglais et français : Little Buddha
- Titre italien : Piccolo Buddha
- Réalisation : Bernardo Bertolucci
- Scénario : Rudy Wurlitzer et Mark Peploe
- Production : Francis Bouygues et Jeremy Thomas[1]
- Musique : Ryuichi Sakamoto
- Photographie : Vittorio Storaro
- Costumes et direction artistique : James Acheson
- Format :  Technovision, Technicolor Eastman-color, 35 mm anamorphosé 2.35 : 1, son 4 pistes encodées Dolby S.R.
- Montage : Pietro Scalia
- Pays d'origine :  Italie, Royaume-Uni.
- Genre : drame
- Durée : 123 min.
- Date de sortie : 1993

## Distribution

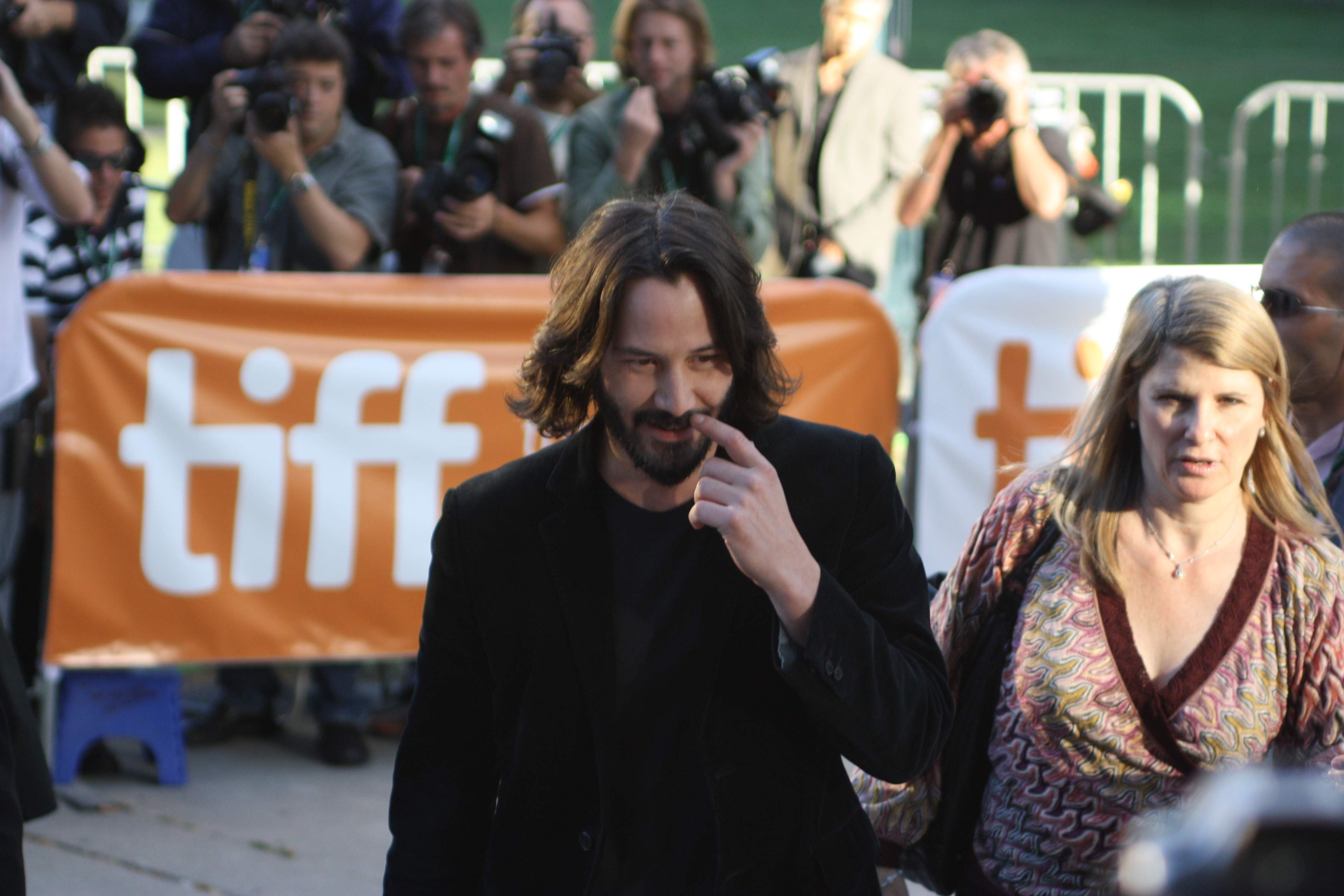
Keanu Reeves.

- Keanu Reeves (VF : Emmanuel Curtil) : Siddhartha
- Ruocheng Ying : Lama Norbu
- Chris Isaak (VF : Michel Papineschi) : Dean Conrad
- Bridget Fonda (VF : Odile Cohen) : Lisa Conrad
- Alex Wiesendanger : Jesse Conrad
- Raju Lal : Raju
- Greishma Makar Singh : Gita
- Sogyal Rinpoché : Kenpo Tenzin
- Khyongla Rato Rinpoché : Abbé
- Geshe Tsultim Gyelsen : Lama Dorje
- Jo Champa : Maria
- Jigme Kunsang : Champa

## Commentaire
Le film est composé de deux histoires : d'un côté l'histoire de Jesse, petit Américain supposé être la réincarnation d'un grand lama, et de l'autre, l'histoire du prince Siddhartha Gautama, le futur Bouddha. Le film Little Buddha est dédié à Francis Bouygues, coproducteur du film , mort peu de temps avant la sortie du film.

### Distribution des lamas tibétains
Sogyal Rinpoché et Dzongsar Jamyang Khyentse Rinpoché — deux maîtres tibétains identifiés comme des réincarnations de lamas, ou tulkus — apparaissent dans le film. Sogyal Rinpoché joue le rôle de Khenpo Tenzin au début du film, et Khyentse Rinpoché apparaît vers la fin du film, quand le lama Norbu se trouve en méditation nocturne. Khyentse Rinpoché a aussi été conseiller technique de Bertolucci pour le film. Dans un documentaire paru après le film au sujet de Khyentse Rinpoché intitulé Words of my Perfect Teacher, son rôle dans le film est discuté au cours d'une courte interview avec Bertolucci.
Khyongla Rato Rinpoché joue le rôle de l'abbé du monastère.